# Politisches System Neuseelands

Logo des New Zealand Parliament

Das Politische System Neuseelands basiert auf einer parlamentarischen Monarchie nach dem Vorbild des britischen Westminster-Systems. Im Gegensatz zum politischen System Großbritanniens aber hat Neuseeland seit 1951 kein Oberhaus mehr, hier früher Legislative Council of New Zealand genannt, und hat außerdem nach einem bindenden Referendum im Jahr 1993 das Mixed-Member Proportional Wahl-System (MMP) eingeführt.
Bis Ende 1986 war Neuseeland noch von Entscheidungen des britischen Parlamentes abhängig, löste sich aber mit der Verabschiedung des Constitution Act 1986 von dessen Einfluss. Das Gesetz, das die gesetzgebende Macht nun ausschließlich auf das neuseeländische Parlament übertrug, trat am 1. Januar 1987 in Kraft. Doch Staatsoberhaupt des Landes ist König Charles III., vertreten durch den Generalgouverneur von Neuseeland.
Im Demokratieindex 2021 erreichte Neuseeland einen Demokratiewert von 9,37 Punkten. Damit gilt es als vollständige Demokratie und belegt Platz 2 von 167 Ländern.

## Die Verfassung des Landes
Neuseeland besitzt kein in einem einzelnen Dokument zusammengefasstes Verfassungswerk, vergleichbar dem deutschen Grundgesetz. Der Constitution Act 1986, der als Verfassungsgesetz übersetzt werden kann, ist als eine Art Grundsatzerklärung nur Teil einer Verfassung, die über die verschiedensten Gesetze des Landes verteilt ist und in der auch noch englische Gesetze, wie die Magna Carta 1297, die Bill of Rights 1688, der Act of Settlement 1700 und der Imperial Laws Application Act 1988, verfassungsgebend relevant sind.
Weitere verfassungsgebende Elemente in Neuseelands Gesetzen sind in dem New Zealand Bill of Rights Act 1990, dem Electoral Act 1993, dem Legislature Act 1908, dem Official Information Act 1982, dem Ombudsmen Act 1975, dem Public Finance Act 1989 und in dem State Sector Act 1988, zu finden. Auch Grundsatzentscheidungen der neuseeländischen Gerichte können verfassungsgebend sein.
Der Constitution Act 1986 hat derzeit nicht den Status eines höheren Gesetzes und kann mit einfacher Mehrheit des Parlamentes geändert werden, wie die meisten der zuvor genannten neuseeländischen Gesetze auch.

## Treaty of Waitangi
Den Treaty of Waitangi (Vertrag von Waitangi), geschlossen am 6. Februar 1840 zwischen der britischen Krone und den führenden Klan-Chefs der Māori-Stämme, kann man als die erste Verfassung Neuseelands ansehen. Der Vertrag enthält drei wichtige Elemente, die in keiner Verfassung fehlen sollten:
1. die Souveränität des Landes,
2. Garantie für Einwohner an ihren Eigentums- und kulturellen Rechten,
3. die Gleichheit seiner Bürger vor dem Gesetz.[8]

Doch der Vertrag war von Anbeginn Streitpunkt zwischen den Pākehā, den Weißen, und den Māori. Unterschiedliche Auslegungen des Vertragswerks beschäftigen Gesellschaft, Politik und Justiz bis in die heutige Zeit hinein. Fakt ist allerdings auch, dass das Vertragswerk ein fester Bestandteil des neuseeländischen politischen und gesellschaftlichen Systems ist und den Charakter des Landes unverkennbar geprägt hat.

## Wunsch nach einer Verfassungsänderung
Nach dem Wahlsieg der National Party im Jahr 2008 bot sich die Māori Party unter der Voraussetzung als Koalitionspartner an, dass die National-Regierung einen nationalen Diskussionsprozess über die Neuseeländische Verfassung in Gang setzt, die auch die Frage stellt, inwiefern der Treaty of Waitangi verfassungsgebende Elemente enthält.
Daraufhin wurde von der Regierung im August 2011 der Constitutional Advisory Panel (Beratungsgruppe) ins Leben gerufen, der Vorschläge für eine neuseeländische Verfassung erarbeiten sollte. Im November 2013 legte der Advisory Panel seinen Bericht mit Diskussionsvorschlägen vor. Darin schlug die Beratungsgruppe drei mögliche Diskussionsgrundlagen vor:
1. eine Treaty of Waitangi basierte Verfassung, in der der Treaty ein zentraler Bestandteil der neuseeländischen Verfassung wird,
2. den Treaty of Waitangi mit in den Constitution Act 1986 und in den New Zealand Bill of Rights Act 1990 aufzunehmen und so aufzuwerten,
3. den Status quo beizubehalten und Rechte und Verpflichtungen aus dem Treaty durch Verhandlungen zu berücksichtigen.
4. Obwohl die Arbeitsgruppe anerkannte, dass viele Neuseeländer skeptisch sind, den Treaty of Waitangi mit in der Verfassung aufzunehmen bzw. angemessen zu berücksichtigen, empfahl sie, die „Uhr nicht zurückzudrehen“ und zu akzeptieren, dass der Treaty of Waitangi bereits ein fester Bestandteil der verfassungsgebenden Ordnung ist.[11]

Der Bericht kam aber auch zu der Schlussfolgerung, dass, obwohl es eine öffentliche Unterstützung für eine in einem Dokument zusammengefasste Verfassung geben würde, keine Unterstützung dafür zu erkennen ist, die Verfassung über alle Gesetze zu stellen und eine Änderung der Verfassung durch ein höheres Quorum zu erschweren.
So ist derzeit kein mehrheitlicher Wille zur Änderung der Verfassung in Politik und Bevölkerung erkennbar. Gleichwohl geht die Diskussion im Lande weiter, auch um die Frage, ob Neuseeland eine Republik sein und die Monarchie abschaffen sollte.

## Neuseeländische Monarchie
Neuseeland ist eine parlamentarische Monarchie, wenngleich im englischen Sprachgebrauch von consitutional monarchy die Rede ist. Dies liegt daran, dass der Begriff parliamentary monarchy im englischsprachigen Raum unüblich ist. Eine Differenzierung anhand der Begrifflichkeit findet nicht statt, weshalb eine wortwörtliche Übersetzung aus dem Englischen irreführend ist.
Neuseelands Staatsoberhaupt ist derzeit Charles III. In der Praxis werden die Aufgaben der Monarchie aber von einem Generalgouverneur übernommen, der die Krone vertritt und auf Empfehlung des Premierministers von Neuseeland von der britischen Krone per Letters Patent ernannt wird.
Die neuseeländische Monarchie unterscheidet sich aber insofern von der britischen Monarchie, als die britische Krone seit dem 28. Mai 1953 mit der Proklamation des Royal Titles Act 1953 und nachfolgend mit dem Royal Titles Act 1974 als Staatsoberhaupt akzeptiert wird, aber ihren Titel nur in Verbindung mit Neuseeland verwenden darf. Im Kern bedeutet dies, dass die jeweiligen Amtsinhaber der britischen Krone auch König bzw. Königin von Neuseeland sind.
Mit dem Constitution Act 1986 erklärte Neuseeland deutlich seinen Willen zur Beibehaltung der Monarchie.

## Legislative
Das neuseeländische Parlament stellt die oberste gesetzgebende Macht im Lande dar und setzt sich zusammen aus dem Sovereign, der durch die britische Krone gebildet und durch den Generalgouverneur von Neuseeland vertreten wird und dem House of Representatives, in dem die gewählten Vertreter des Volkes sitzen. Das Parlament kontrolliert die Regierung und beschließt Gesetze nach drei Lesungen.
Das ursprüngliche von Großbritannien übernommene Zweikammersystem (Unterhaus und Oberhaus) wurde 1951 mit dem Legislative Council Abolition Act 1950 abgeschafft.
Die Sitzungsperiode eines gewählten Parlamentes beträgt 3 Jahre und kann entsprechend dem 1993 verabschiedeten Electoral Act 1993 nur mit einer Mehrheit von 75 % der Mitglieder des Parlamentes oder per Referendum geändert werden. Die Mitglieder des Parlamentes, auch verkürzt MPs, genannt, wurden 1996 erstmals nach dem Mixed Member Proportional Wahlsystem (MMP), eine Mischung aus Persönlichkeits- und Verhältniswahl, gewählt. Dabei ist jeder Abgeordnete entweder in einem Wahlkreis direkt oder über eine Parteiliste indirekt (durch Stimmabgabe für die Partei) gewählt. Einige Sitze sind dabei speziell für Māori-Abgeordnete reserviert. Gleichzeitig können Māori aber auch für normale Sitze kandidieren.
Das House of Representatives hat normalerweise 120 Sitze, doch seit der Einführung des MMP-Wahlsystems im Jahr 1993 können durch gewonnene Direktmandate, die nicht dem Stimmenverhältnis einer Partei entsprechen, Überhangmandate, also zusätzlich Sitze im House of Representatives entstehen. So geschehen erstmals bei der General Election 2005.
Wahlberechtigt sind alle neuseeländischen Staatsbürger und sogenannten 'permanent residents' (dauerhafte Bewohner = Ausländer mit dem Status in Neuseeland dauerhaft leben zu können), die das 18. Lebensjahr erreicht haben und sich für die Wahl registriert haben.

## Exekutive
Die Exekutive Neuseelands teilt sich wie in anderen demokratischen Regierungssystemen auch in die politische und administrative Exekutive auf. Zur politischen Exekutive gehören der Premierminister, alle Minister der Regierung und der Generalgouverneur des Landes. Sie bilden den Executive Council, der das höchste formale Gremium der Regierung darstellt und sich per Letters Patent  konstituiert.
Die administrative Exekutive besteht aus der Vielzahl der sogenannten Government Officials (Regierungsbeamte), die auch als permanente Exekutive angesehen werden, da sie fester Bestandteil des Regierungsapparates sind und nicht wie Minister als Mitglied des Parlamentes gewählt bzw. abgewählt und vom Regierungschef berufen bzw. abberufen werden können.
Dazu kommen die Crown Entities (staatseigene Unternehmen), die je nach Bestimmung und rechtlicher Definition direkt oder indirekt Regierungspolitik und ministerielle Anordnungen ausführen müssen.

## Judikative
Die neuseeländische Gerichtsbarkeit besteht hierarchisch gegliedert aus dem Supreme Court (Oberster Gerichtshof), dem Court of Appeal (Berufungsgericht), dem High Court (Hoher Gerichtshof) und auf der untersten Ebene die District Courts (Distriktgerichte), mit dem Family Court (Familiengericht), dem Youth Court (Jugendgericht) und dem Environment Court (Umweltgericht).
Parallel dazu existieren unterhalb des Court of Appeal der Māori Appellate Court (Berufungsgericht für Māori) und darunter der Māori Land Court (Gericht speziell für Landfragen in Bezug auf Māori-Besitz bzw. Ansprüche). Ebenfalls unterhalb des Court of Appeal angesiedelt ist das Employment Court (Arbeitsgericht). Für Rechtsstreitigkeiten, die durch Moderation gelöst werden können, bestehen unterhalb der Gerichte die Community Magistrates, die Dispute Tribunals und im Arbeitsrecht die Employment Relations Authority.
Obwohl die Gerichtsbarkeit hierarchisch gegliedert ist, existiert eine vergleichbare Hierarchie bei den neuseeländischen Gesetzen nicht. Selbst der Constitution Act 1986 steht nicht über den anderen Gesetzen und kann mit der einfachen Mehrheit des Parlamentes jederzeit geändert werden. Die fehlende Hierarchie und „Gleichbedeutung“ der Gesetze stellt an die neuseeländische Justiz und ihre Richter besondere Anforderungen, denn sie müssen häufig im Einzelfall entscheiden, was neuseeländisches Recht ist, welche Gesetze gegeneinander abzuwägen sind und im Einzelfall Vorrang haben.

## Öffentlicher Sektor
Als Öffentlicher Sektor (Public Sector) wird in Neuseeland u. a. der Bereich bezeichnet, der Aufgaben des öffentlichen Dienstes wahrnimmt, beschrieben im State Sector Act 1988. In Neuseeland sind dies im Kernbereich Stand 2015 29 sogenannte public service departments. Ihre Zahl variiert von Regierung zu Regierung und von Jahr zu Jahr, ja nach Vorstellung öffentliche Dienste anzubieten und zu organisieren. Dementsprechend schwanken auch die Zahl der Mitarbeiter in diesem staatlich organisierten Bereich sehr stark. Gab es 1987 rund 72.000 Mitarbeiter in öffentlichen Diensten, wurde diese Zahl bis zum Jahr 2000 auf rund 30.000 Mitarbeiter reduziert, um dann bis Mitte 2013 wieder auf 44.500 Dienstleistende anzusteigen.
Auch die beiden Bereiche des sogenannten State Service und State Sector zählen zum öffentlichen Sektor. Der State Service umfasst mit über 2800 eine große Anzahl von Crown Entities, von denen mehr als 2400 Boards of Trustees (Kuratorien) sind und 20 District Health Boards (Gesundheitsorganisationen auf Distriktebene) zählen. Auch vier non-public service departments und die Reserve Bank of New Zealand zählen zum State Service.
Zum State Sector zählen State-Owned Enterprises (SOEs) (Unternehmen im staatlichen Besitz), derzeit drei Büros des Parlaments (Controller and Auditor-general, Ombudsmen und der Parliamentary Commissioner for the Environment (Stand: 2015)) und tertiäre Bildungseinrichtungen wie Universitäten.